# Ghindăoani
Ghindăoani es una comuna ubicada en el distrito de Neamț, Rumania.

## Superficie
Posee una superficie de 24,26 kilómetros cuadrados.

## Demografía
Hasta 2021 la población era de 1629 habitantes, con una densidad de población de 67,15 habitantes por kilómetro cuadrado.